# 人口可容論
人口可容論（じんこうかようろん）とは、将来の地球上に想定できる可容人口数を算出するもので、地理学を中心に発展してきた。
ドイツのアルブレヒト・ペンクは、人類の総数(Z)は地表単位の平均生産(P)に全陸地(L)を乗じた数に、各人の平均食料需要量(n)で割ったものから算出されると考案。Z=LP/nはペンクの基本公式と呼ばれる。
ペンクはケッペンの気候区分を利用して、地球上の最大可容人口数を159.04億人と算出。理想可容人口数を76.89億人と算出した。
フィッシャーは、政治区画を単位とした可容人口は60億人と算出。
ホルスタインは世界を40近くの農業区域に分け、土地評価と人間の要求熱量などを考慮に入れた可養日数を算出し、そこから132.9500億人と想定した。